# Varvara Aleksandrovna Karaulova
Varvara Aleksandrovna Karaulova (Kniajnina, após o casamento; 9 de agosto de 1774 — 23 de janeiro de 1842) foi uma tradutora e escritora russa.

## Biografia
Era esposa de um senhor de terras de Pskov, dona da propriedade Ivankovo, na província de Novorjev.
Tinha amizade com a mãe do poeta Aleksandr Sergueievitch Pushkin. No outono de 1835, Nadejda Ossipovna Pushkina veio de Pavlovsk para São Petersburgo procurar um apartamento e ficou de cama na casa de Kniajnina nos primeiros acessos da doença que a levou à morte.
O marido de Varvara Aleksandrovna, Aleksandr Iakovlevitch Kniajnin (1771 — 1829) era escritor e dramaturgo, autor da ópera Devishnik, ili Filatvina svadba (Despedida de solteira, ou O casamento de Filatvin), popular na sua época. A filha deles, Vera Aleksandrovna (1816 — 1887), casou-se em julho de 1833 com o Príncipe Aleksei Petrovitch Khovanski (1808 — ?), conselheiro titular (funcionário público de 9ª classe), chefe da polícia de Petrozavodsk a partir de 1849. Sobre ela, em 1831, Aleksandr Vassilievitch Nikitenko escreveu:
| “ | Passei a noite na casa de Polenov, onde a jovem Kniajnina causou um vívido prazer estético a todos com suas danças encantadoras. Que nobreza, que graça, que desenvoltura em todos os seus movimentos! Todas as outras senhoras nobres se apagaram diante dela, como uma estrela diante do sol. | ” |